# La de Troya en el Palmar
Pour plus de détails, voir Fiche technique et Distribution.
La de Troya en el Palmar (litt. Celle de Troie à El Palmar) est une comédie espagnole sortie en 1984, réalisée par José María Zabalza. Le film est une parodie de l'Église palmarienne, dont le site est à El Palmar de Troya.

## Synopsis
« El Niño del Museo » est un torero qui décide de prendre sa retraite de la tauromachie pour se consacrer à son frère handicapé. A cette fin, il accepte n’importe quel travail, même sans perspective de progrès. Un jour, lors d'un voyage à Séville, il découvre la Basilique de Palmar de Troya, un lieu vénéré par les habitants car on dit que des miracles s'y produisent. Lors d'une procession, il découvre que c'est vrai et décide d'y emmener son frère pour le faire guérir.

## Fiche technique
Sauf indication contraire, les informations mentionnées dans cette section peuvent être confirmées par la base de données cinématographiques IMDb,  présente dans la section « Liens externes ».
- Titre espagnol original : La de Troya en el Palmar
- Réalisation : José María Zabalza
- Scénario : José María Zabalza
- Genre : comédie
- Production : Julio Pérez Tabernero pour Titanic Films
- Montage : José María Zabalza
- Durée : 77 min
- Photographie : Fernando Espiga
- Pays de production :  Espagne
- Censure : interdit aux moins de 18 ans
- Langue originale : espagnol
- Recette : 44 785,54 €
- Date de sortie : 
  - Espagne : 15 mars 1984

## Distribution
- Cassen : El Niño del Museo
- Nadiuska : Ana
- Máximo Valverde (es) : Carlos
- Joe Rígoli : un frère
- Gracita Morales (es) : propriétaire de l'auberge
- Paloma Hurtado (es) : Manolita
- Blaki (es) : Genaro
- Ricardo Palacios : El Exquisito.
- Emilio Fornet (es) : pèlerin âgé
- Mabel Escaño : femme d'El Niño
- Carmen Martínez Sierra (es)

## Critique
Le film n'a pas reçu un grand écho, et correspond plutôt à ce qui est produit à l'époque du relâchement de la censure après Franco : plutôt un prétexte à des images licencieuses qu'une critique suivie de l'Église parodiée